# Торосов, Владислав Михайлович
Владислав Михайлович Торосов (3 марта 1937, Абакан, Хакасская АО, Красноярский край, РСФСР, СССР — 6 июня 2018, Абакан, Хакасия, Россия) — советский и российский партийный, государственный и общественный деятель, учёный, писатель. Председатель Абаканского горисполкома, первый секретарь Абаканского горкома КПСС с 1977 по 1986 года. Первый заместитель председателя Хакасского облисполкома (1986—1991). Председатель исполкома Совета народных депутатов Хакасской ССР (1991—1992). Первый заместитель Председателя совета министров Республики Хакасия (1992—1997). Профессор, кандидат экономических наук, действительный член Российской и Международной инженерных академий (1994 год). Председатель Совета старейшин родов хакасского народа (2003—2017).

## Биография
Родился в хакасской семье. В 1955 году Владислав Торосов окончил Черногорский горный техникум, был направлен горным мастером в геолого-разведочные партии Читинской области. Трудился в геологических экспедициях в Якутии. До 1957 года работал мастером на месторождении чароита.
С 1957 года по 1959 год служил в Военно-морском Тихоокеанском флоте (г. Находка).
С 1959 по 1962 года работал инженером по тоннелестроению на научно-исследовательской станции Минтрансстроя на строительстве железной дороги Абакан—Тайшет.
С 1962 по 1964 года являлся научным сотрудником проектной организации «СибцветметНИИпроект» в Абакане.
С 1964 года — на партийной и советской работе. Инструктор, заместитель заведующего промышленно-транспортным отделом Хакасского обкома КПСС.
В 1965 году окончил Красноярский институт цветных металлов, получил квалификацию горного инженера.
В 1969—1972 годах — учился в аспирантуре Академии общественных наук при ЦК КПСС (ныне Академия Народного Хозяйства г. Москвы), защитил кандидатскую диссертацию на тему «Экономическая эффективность регионального промышленного комплекса».
С 1972 по 1986 год занимал руководящие должности: второго секретаря Абаканского горкома КПСС, председателя горисполкома, первого секретаря Абаканского горкома КПСС . Руководил строительством новых микрорайонов, объектов социального и коммунального назначения. За время его руководства были введены в эксплуатацию основные городские электрические подстанции, возведены стадион «Саяны», здание станции скорой помощи, кинотеатр «Октябрь» (ныне «Наутилус»), единственный в городе подземный переход и ТЭЦ (заменившая 150 городских котельных), аэропорт «Абакан» получил новое здание и был преобразован в международный. В городе появились зона отдыха и троллейбусы. Введены в эксплуатацию железнодорожная поликлиника, здание Драмтеатра, вычислительный центр Облстатуправления, здание театра кукол «Сказка», пивоваренный завод («АЯН»), корпус инфекционной больницы, контейнерный завод. Построены комбинат панельного домостроения, комбинат строительных материалов, завод керамзитового гравия, опытный ремонтно-механический завод. Открыто более 300 промышленных организаций, большое число культурных, образовательных и медицинских учреждений. На протяжении этих лет Абакан возглавляет список городов-лидеров по темпам развития в стране.
В апреле 1981 года указом Верховного Совета СССР Абакан был награждён орденом «Знак Почета». В 1986 году он производил промышленной продукции на 480 млн рублей (вместо 200 млн в 1970 году).
С 1986 года по 1991 год — заместитель, первый заместитель председателя облисполкома, председатель планово-экономического управления.
В 1989 году по его инициативе было принято Постановление Совета Министров РСФСР «О переводе Хакасской автономной области на принципы хозрасчета и самофинансирования». Именно Торосов стал инициатором выхода Хакасской Автономной Области из состава Красноярского края и получения статуса республики (3 июля 1991 год).
В 1991 году избран председателем райисполкома Совета народных депутатов Хакасской ССР. Первым из руководителей российских регионов (после изучения опыта «Кремниевой долины» в США и посещения Гонконга и КНР) занялся созданием «Свободной экономической зоны» в Пригорске. Однако из-за конфликта с Борисом Ельциным данный проект оказался вскоре заморожен.
После обвинений в сепаратизме перешел на должность первого заместителя председателя Совета Министров Республики Хакасия. С 1992 года также был депутатом Верховного Совета Республики Хакасия. С 1997 по 2009 год — председатель парламентского Комитета по экономической политике, промышленности, строительству, транспорту и связи.
В 1997 году удостоен звания «Почётный гражданин Аскизского района».
В 1999 году за огромный вклад в развитие города удостоен звания «Почётный гражданин города Абакана».
В 2003—2017 годах глава Совета старейшин родов хакасского народа. Им организована работа по изменению символов Республики Хакасия. Стихотворение Владислава Михайловича на русском и на хакасском языках легло в основу государственного гимна Республики Хакасия, современный герб региона также создавался при его непосредственном участии. Организовал возврат из музея и установку на прежнем историческом месте каменной стелы «Хуртуйях Тас», ведётся исследование мест установки древних менгиров.
С 7 февраля 2003 г. учредитель Хакасского Республиканского Общественного Фонда Поддержки Одарённых Детей.
Инициатор возрождения древней традиции хакасов о передаче детей сирот на воспитание в семьи родов (в 2003—2011 годах передано в семьи из детдомов 146 детей-сирот).
Владислав Михайлович является одним из инициаторов разработки «Энциклопедии Республики Хакасия», для которой написал более 300 статей. Автор книг «Абакан» (1990, 1994) и «Мудрые заветы предков» (2011). Инициатор создания в Хакасии мемориального комплекса на горе Самохвал «Павшим за Отечество».
В мае 2005 году в конкурсе «Лучшая научная книга России 2004 года» книга Торосова В. М. «Региональная экономика» («Мезоэкономика») признана лучшей в номинации «Экономика».
Выдающимся политическим деятелем считал Столыпина. В экономике за ориентир брал политику НЭП Ленина (считал её наиболее прогрессивной для того времени) и китайскую модель перехода к рыночной экономике. Восхищался творчеством А. С. Пушкина и стихами Сергея Есенина.
Владислав Торосов выступал за расширение Хакасии до размеров Саянского территориально-производственного комплекса и против открытия новых угольных разрезов в Бейском районе, которые губительно сказались на сельскохозяйственных предприятиях в аалах, привели к уничтожению урочища, озёр в Койбальской степи. Варварское освоение этих месторождений он сравнил со стеклянными бусами.
В 2005 году выступил с резкой критикой предложения А. Хлопонина о включении Хакасии в состав Красноярского края.
Весной 2008 года выступил в ООН с докладом, посвященным проблемам коренных народов и путям их решения.
Был ярым противником Аршановского разреза, который заражает воду на огромной территории республики. — «Аршановское месторождение находится под аллювиальными отложениями (намыв, формирующийся постоянными водными потоками в речных долинах). Или, галечником. Как только начнут добычу угля, сразу пойдет вверх вода. Ее начнут откачивать, что приведёт к исчезновению уникальной долины сорока озер. Топливо начнут добывать только после откачки всей воды. Зараженная вода, пройдя через уголь, огромным количеством будет слита в реку Абакан. Воду пьют весь Абакан и еще 15 населенных пунктов. Это около 300 тыс. населения — больше половины населения республики. Это настоящее экологическое бедствие». «Однако республиканские власти делают все, чтобы затушевать проблему, чиновники успокаивают народ, для чего образовали так называемый Консультативный совет, который якобы дурачит население, уводя его обсуждением мелких хозяйственных вопросов от главного — безопасности, нужной для здоровья и жизни людей». «Правительству хватило бы и 10 минут определиться, на чьей они стороне: на стороне трех богатых людей или на стороне народа. Думаю, зря они не обращают внимания на этот вопрос. Совет старейшин пока наблюдает за тем, какую работу ведут представители разреза в селах. Чтобы жители успокоились, привозят им бесплатный уголь. Эти мелочи они считают, что сделали „великую“ работу. Если сравнить с тем, что какой вред принесёт разрез здоровью человека, можно просто плюнуть на их работу. Мы сейчас наблюдаем, но совсем скоро по решению этого вопроса будем расшатывать Правительство России!» — заявил он.
Умер 6 июня 2018 года. Прощание состоялось 8 июня 2018 года в помещении республиканского драматического театра им. М. Ю. Лермонтова. Похоронен на одном из городских кладбищ рядом со своей супругой.
30 июня 2018 г. на праздновании Тун пайрама посмертно присвоено звание «Почётный гражданин республики Хакасия».
— «Мы потеряли глыбу… Политического гиганта… Глыбу теплоты и заботы о хакасском народе. Опору, которой не будет замены в этом и в последующих поколениях» — заявили на прощании представители хакасского этноса.

## Семья
Отец, М. Г. Торосов (1900—1938), занимал должность председателя исполкома Хакасского облсовета. Мать, Клавдия Терентьевна Торосова (в девичестве Чудогашева), учительница, работала в одной из школ Абакана.
Был женат на Торосовой Валентине Платоновне. У пары родилось двое сыновей Виталий и Игорь. Оставил 5 внуков: Екатерина, Михаил, Анна, Мария, Диана.

## Награды
Награждён советским орденом «Знак Почета» (1986 год); российскими орденами «За заслуги перед Хакасией» (2007 год), «За благие дела» (2007 год), медалями, в том числе «Ветеран труда»; именными часами Президента России (1996 год). Заслуженный деятель науки Республики Хакасия. В 1994 году избран академиком Российской и Международной инженерных академий.

## Краткая библиография
- Экономическая эффективность регионального промышленного комплекса: спец. 590 — Политическая экономия: дис. на соиск. учен. степ. к. экон. / науч. рук. Тигран Сергеевич Хачапуров; АОН при ЦК КПСС. — М., 1972. — 153 с.
- Мезоэкономика (Региональная экономика): учеб. пособие по спец. 060700 — «Национальная экономика» / В. М. Торосов; Хакасский гос. ун-т им. Н. Ф. Катанова. — Абакан: Изд-во ХГУ им. Н. Ф. Катанова, 2004. — 376 с. (В мае 2005 г. в конкурсе «Лучшая научная книга России 2004 года» признана лучшей в номинации «Экономика»).
- Абакан.— Красноярск: Кн. изд-во, 1990. — 240 с. — (Города и поселки Красноярского края).
- Абакан / В. М. Торосов. — 2-е изд. — М.: Цицеро, 1994. — 208 с.
- Мудрые заветы предков. — Абакан: Хак. кн. изд-во, 2011. — 232 с.
- Лидер хакасского народа (к 75-летию со дня рождения В. М. Торосова) : [статьи, доклады, выступления В. М. Торосова] / Владислав Михайлович Торосов.— Абакан: Хакасское книжное изд-во, 2012.— 151 с.— ISBN 5709105325
- Дела минувших лет. — Абакан: Хакасское книжное издательство, 2017. — 336 с. : ил.